# 李燦烽
李燦烽，曾任澳門土地工務運輸司城市建設廳首席高級技術員、土地管理廳首席高級技術員及土地管理廳廳長、土地工務運輸司副司長和土地工務運輸局副局長，2008年被指因歐文龍貪污案作出請辭；2014年復任公職，更升任為土地工務運輸局局長；在任職土地工務運輸局職務期間引起了多個爭議，尤其在任職副局長期間在歐文龍貪污案作為證人作供，期間其多次以無印象、不清楚為由作回應導致法官休庭予其翻閱資料喚起其相關記憶，加上因多次失憶的表現下在復任公職後更升任為土地工務運輸局局長，因此被傳媒戲稱為「失憶局長」，2019年12月20日離任，其後出任澳門大學珠海澳大科技研究院常務副院長。
2021年12月24日，澳門特別行政區廉政公署在進行偵查一宗貪污賄賂案件中，揭發土地工務運輸局前領導涉嫌親身及透過親屬收受商人巨額利益，在任職期間濫用職權，不法審批多宗建築項目申請，目前其本人分別涉嫌觸犯行賄罪、清洗黑錢罪及偽造文件罪被捕，其後澳門特別行政區檢察院對其採取羈押措施。2023年3月31日，初級法院宣判其貪污、清洗黑錢和受賄等多項罪名成立，共被判24年實際徒刑。2023年11月21日，中級法院改判部分控罪上訴裁定成立，獲減刑改判17年監禁。

## 學歷簡介
- 華南理工大學工學學士
- 葡萄牙里斯本技術大學高級技術學院（英语：Instituto Superior Técnico）工學碩士
- 華南理工大學土木與交通學院工學博士[2]

## 政界發展
- 1995年至1998年，先後擔任土地工務運輸司城市建設廳首席高級技術員、土地管理廳首席高級技術員及土地管理廳廳長
- 1998年至2008年擔任土地工務運輸司（回歸後改稱土地工務運輸局）副司（局）長[7]
- 2008年辭任土地工務運輸局一職，免除顧問高級技術員的職務
- 2014年被運輸工務司司長羅立文重新委任，升任為土地工務運輸局局長[8]，2019年離任。
- 2021年出任珠海澳大科技研究院常務副院長[9]。

## 個人爭議

### 在歐文龍案作供期間多次「失憶」
2007年11月16日，時任運輸工務局副局長的李燦烽為歐文龍貪污案進行作供，他指當時歐文龍任職運輸工務司司長期間時多項工程都無收過上級指示要加快審批，而且不時被指「帶法官遊花園」並以「失憶」為理由解釋因為包括權力所限、無文件在手為由拒絕向法官回答相關問題，引起當時庭審法官賴健雄不滿，指其本人無權拒絕回答，又質疑李在無細閱圖則和欠缺具體理由下批出工程。當時其強調對相關涉案工程包括澳門威尼斯人、星際酒店和金都酒店等受到上級要求加快審批，部分公共工程審批亦無受到上級干預。

### 辭任工務局副局長一職
2008年，李燦烽請求辭任土地工務局副局長一職，以及免除顧問高級技術員的職務，被澳門特區政府接納。根據《特區公報》資料，李燦烽在擔任工務局副局長時亦有出任不同的委員會，如貿促局投資委員會常務委員、海岸公有產權委員會成員、政府駐澳巴代表。

### 靠「失憶」復任「公職」兼上位
到2014年剛新上任的運輸工務司司長羅立文發出批示任命因歐文龍案而辭任工務局副局長一職的李燦烽「升職」，接替賈利安擔任土地工務運輸局局長一職。由於其個人在歐案作供期間多次以「失憶」為由向法官拒絕回應，有網民得知其升任工務局局長一職後被戲稱「失憶」為由上位，對澳門特區政府相關表現和做法失去期望。對於其本人再次擔任公職，運輸工務司司長羅立文表示不清楚李燦烽在任副局長期間不清楚曾為歐文龍貪污案作供，又表示人選是特區政府的選擇，羅立文又叫傳媒自行查看李燦烽的履歷，認為對方有足夠條件出任。
2014年，時任行政長官崔世安對於委任其復任「公職」並升任局長，崔世安回應傳媒時指其已經過「品格審查」，又指是羅立文提出的人選，以其品格、學歷和經驗，獲得崔本人的支持。又表示李燦烽只是歐文龍案的證人而不是被告，而歐案已完成審判和裁決，不便評論。其後，李燦烽就任工務局局長時致辭表示，該局定會廉潔奉公，遵守法律法規。而李燦烽就任局長後不足一年，陳寶霞失去副局長之職，張潤民則獲委出任工務局副局長，直至2017年12月。當時羅立文向傳媒表示不續任張潤民是沒有特別原因的，被問及填補空缺的問題時，羅立文向傳媒回答叫他們反問其本人。事後李燦烽離任局長前，羅立文不再為工務局委任副局長。2019年至今，張潤民獲保安部隊事務局徵用擔任職務。

## 不獲續任
2019年12月，第五任行政長官賀一誠上任，李燦烽的任期未能獲得續任，故再次離開公職。當年由現任運輸工務司司長羅立文作出批示：「根據第15/2009號法律第十七條第一款（一）項的規定，李燦烽擔任本局局長的定期委任因期限屆滿而終止，自二零一九年十二月二十日起終止於本局之所有職務。」根據終審法院財產申報中顯示，於2014年時，李燦烽已有34年年資，名下有五個住宅單位以及兩個車位，當中有一個單位和一個車位出租。